# إينار سنيت
إينار سنيت (بالسويدية: Einar Snitt)‏ لاعب كرة قدم سويدي راحل كان يجيد اللعب في خط الوسط.
لعب طوال مسيرته الرياضية في نادي ساندفيكين (1926-1938).
مثل منتخب السويد في 17 مباراة (1926-1936). شارك مع منتخب السويد في بطولة كأس العالم 1934 في إيطاليا حيث خرج من الدور الربع النهائي.

## وصلات خارجية
- إينار سنيت على موقع الاتحاد الدولي (مؤرشف)  (الإنجليزية)
- إينار سنيت على موقع اتحاد السويد (السويدية)
- إينار سنيت على موقع قاعدة بيانات كرة القدم.إي يو (الإنجليزية)
- إينار سنيت على موقع ناشيونال فوتبول تيمز (الإنجليزية)
- إينار سنيت على موقع عالم كرة القدم.نت (الإنجليزية)
- إينار سنيت على موقع أوليمبيديا (الإنجليزية)

- سيرة ذاتية